# Муснад Исхака ибн Рахавейха
Му́снад Исха́ка ибн Ра́хавейха (араб. مسند إسحاق بن راهويه‎) — сборник хадисов, мусульманских преданий о жизни и деятельности пророка Мухаммеда, составленный известным хадисоведом Исхаком ибн Рахавейхом.

## Автор
Исхак ибн Рахавейх был родом из Мерва и родился предположительно в 161 или 166 году по мусульманскому календарю. Его прозвище «Ибн Рахавейх» было связано с тем, что его отец родился по пути в Мекку и жители Мерва нарекли его «Рахавейхом», что значило на их языке «родившийся в пути». Исхак ибн Рахавейх путешествовал по многим городам для записи и изучения хадисов. Многие выдающиеся учёные, которые впоследствии стали знаменитыми имамами, обучались у Исхака. Среди них: основатель ханбалитской правовой школы Ахмад ибн Ханбаль, автор самого достоверного сборника хадисов «Сахих аль-Бухари» Мухаммад аль-Бухари, автор «Сахих Муслима» Муслим ибн аль-Хаджжадж, Абу Иса ат-Тирмизи, ан-Насаи и др.

## Описание книги
«Муснад» Ибн Рахавейха считается одним из основных источников хадисов, является основой для Муснада Ахмада ибн Ханбаля, сборников аль-Бухари и Муслима, которые были учениками Исхака ибн Рахавейха и передавали от него хадисы.
«Муснад» Исхака ибн Рахавейха не сохранился до наших дней в первозданном виде. До X века по хиджре сборник был цельным, а дальше по неизвестным причинам часть его была утрачена. Дошедший до нас четвёртый том «Муснада» включает в себя последнюю часть хадисов от Абу Хурайры (543 хадиса), часть хадисов от Ибн Аббаса (222 хадиса), хадисы от жён пророка Мухаммеда (1550 хадисов, из них от Аиши бинт Абу Бакр 1273 хадиса), хадисы от Фатимы и других сподвижниц (333 хадиса). В общей сложности 2649 хадисов.